# Bogdan Szymelis
Bogdan Szymelis (ur. 1934, zm. 2 listopada 2013) – polski działacz partyjny i państwowy, księgowy, były naczelnik powiatu lęborskiego, w latach 1975–1983 wicewojewoda elbląski.

## Życiorys
Zamieszkał w Lęborku. Z zawodu dyplomowany księgowy, pracował w Lęborskich Zakładach Terenowych Przemysłu Materiałów Budowlanych. Zaangażował się w działalność polityczną w ramach Zjednoczonego Stronnictwa Ludowego, w latach 70. zasiadał w Głównej Komisji Rewizyjnej Naczelnego Komitetu ZSL. Do roku 1975 pełnił funkcję naczelnika powiatu lęborskiego. Od czerwca 1975 do września 1983 zajmował stanowisko wicewojewody elbląskiego, odpowiedzialnego m.in. za finanse. Kierował wówczas wojewódzką komisją Polskiego Komitetu Olimpijskiego.
6 listopada 2013 został pochowany na starym cmentarzu w Tczewie.